# Episodi di Heartbeat (quinta stagione)
La quinta stagione della serie televisiva Heartbeat è stata trasmessa in anteprima nel Regno Unito dalla ITV1 tra il 3 settembre 1995 e il 10 dicembre 1995.
| nº | Titolo originale                | Titolo italiano | Prima TV UK       | Prima TV Italia |
| -- | ------------------------------- | --------------- | ----------------- | --------------- |
| 1  | Wishing Well                    | inedito         | 3 settembre 1995  | inedito         |
| 2  | Expectations                    | inedito         | 10 settembre 1995 | inedito         |
| 3  | Thief in the Night              | inedito         | 17 settembre 1995 | inedito         |
| 4  | Domestic                        | inedito         | 24 settembre 1995 | inedito         |
| 5  | Vacant Possession               | inedito         | 1º ottobre 1995   | inedito         |
| 6  | We're All Allies Really         | inedito         | 8 ottobre 1995    | inedito         |
| 7  | Sophie's Choice                 | inedito         | 15 ottobre 1995   | inedito         |
| 8  | Gone Tomorrow                   | inedito         | 22 ottobre 1995   | inedito         |
| 9  | Toss Up                         | inedito         | 29 ottobre 1995   | inedito         |
| 10 | It's All in the Game            | inedito         | 5 novembre 1995   | inedito         |
| 11 | Vigilante                       | inedito         | 12 novembre 1995  | inedito         |
| 12 | Unfinished Business             | inedito         | 19 novembre 1995  | inedito         |
| 13 | Saint Columba's Treasure        | inedito         | 26 novembre 1995  | inedito         |
| 14 | Sitting Off the Dock of the Bay | inedito         | 3 dicembre 1995   | inedito         |
| 15 | Blood Sports                    | inedito         | 10 dicembre 1995  | inedito         |